# Казе Кастелини (Пескара)
Казе Кастелини (итал. Case Castellini) је насеље у Италији у округу Пескара, региону Абруцо.
Према процени из 2011. у насељу је живело 335 становника. Насеље се налази на надморској висини од 99 м.